# 溫蓋尼區
溫蓋尼區（羅馬尼亞語：Raionul Ungheni）是摩爾多瓦西部的一個區，西隔普魯特河與羅馬尼亞相望。面積1,136平方公里。2004年人口110,545人，首府溫蓋尼。